# Fluweelblad
Fluweelblad (Abutilon theophrasti) is een eenjarige plant die behoort tot de kaasjeskruidfamilie (Malvaceae). De plant komt van nature voor in Zuidoost-Europa en Zuid-Azië en is van daaruit verspreid naar Noord-Amerika. In Nederland is de plant vrij zeldzaam.
De zacht en kort behaarde plant wordt 0,5-1,5 m hoog. De 15–25 cm brede gekartelde-getande bladeren zijn rond en hebben een hartvormige voet.
Fluweelblad bloeit in juli en augustus met in de bladoksels oranje-gele, 4 cm grote bloemen. De helmdraden zijn buisvormig met elkaar vergroeid. De bloemen hebben geen bijkelk. De bloeiwijze is een enkelvoudig gevorkt bijscherm.
De vucht is een dertien- tot veertiendelige splitvrucht. De deelvruchtjes zijn ruw behaard en met elkaar vergroeid. De 2 mm brede zaden zijn hartvormig.

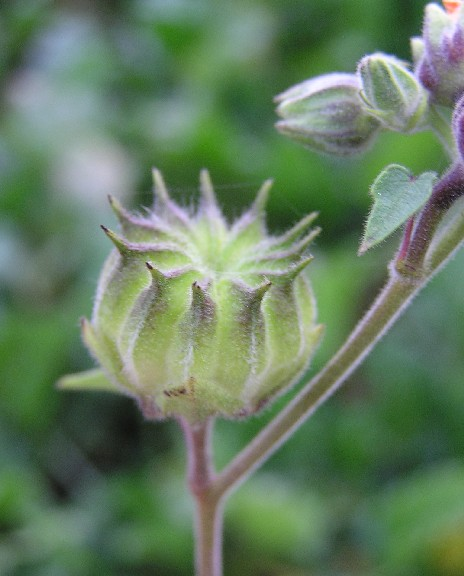
Onrijpe vrucht

De plant komt voor op bouwland op vochtige, voedselrijke grond.

## Gebruik

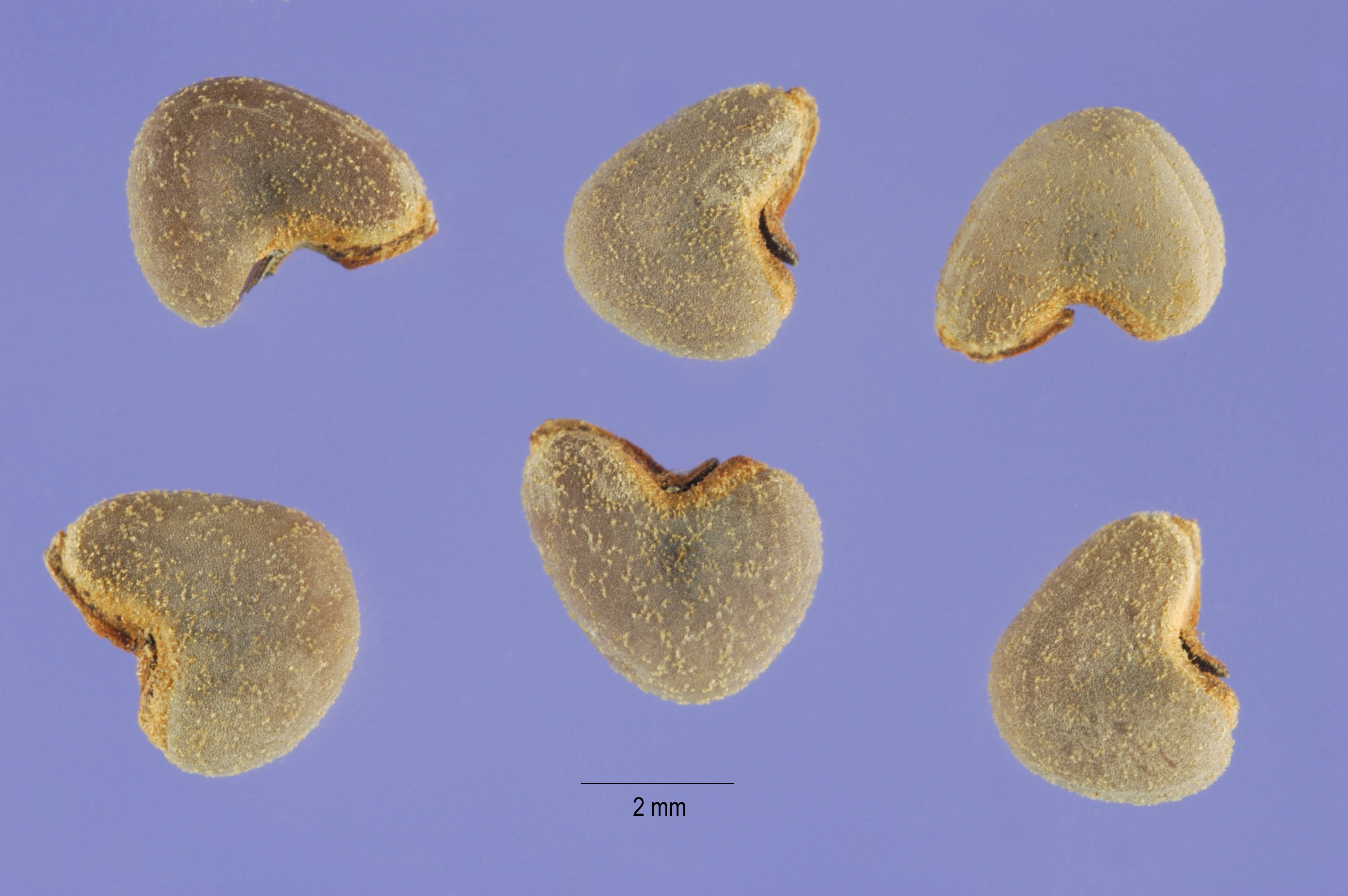
Zaden

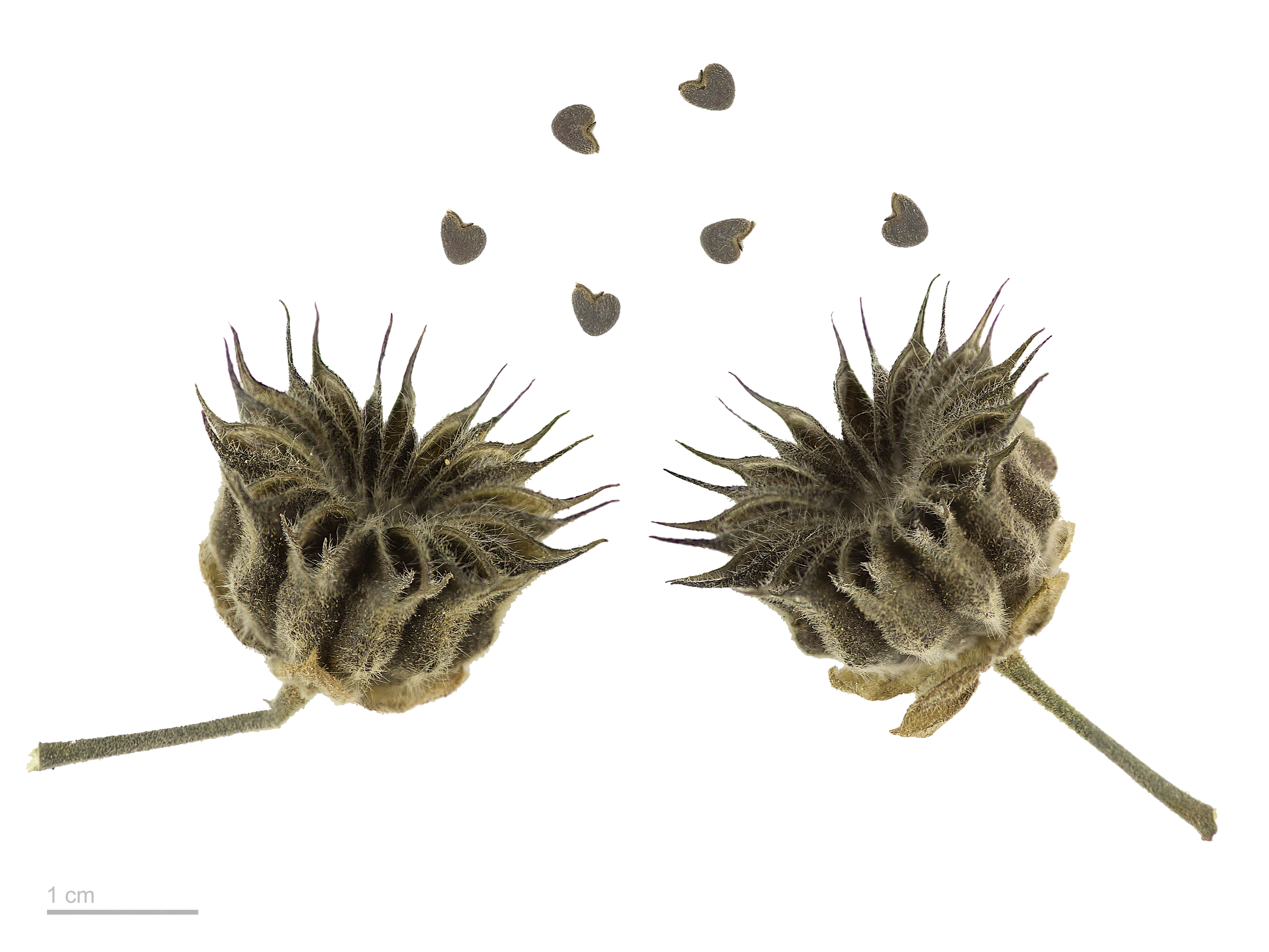

De sterke juteachtige vezel van fluweelblad wordt al sinds 2000 v.Chr. in China gebruikt. De zaden worden in China en Kasjmir gegeten.